# کاکتوس چلچراغی
کاکتوس چلچراغی (انگلیسی: Jasminocereus thouarsii) یک گونه کاکتوس و تنها گونه در سرده اسپندارهای یاسمنی (Jasminocereus) است.
کاکتوس چلچراغی بومی انحصاری مجمع‌الجزایر گالاپاگوس و بخشی از اکوادور است.